# ديك دان (لاعب دوري الرغبي)
ديك دان (بالإنجليزية: Dick Dunn)‏ هو لاعب دوري الرغبي أسترالي، ولد في 10 أغسطس 1920، وتوفي في 2006.